# Comuna Skalîste, Bahciîsarai
Skalîste (în ucraineană Скалисте) este o comună în raionul Bahciîsarai, Republica Autonomă Crimeea, Ucraina, formată din satele Hlîbokîi Iar, Prohladne, Skalîste (reședința) și Trudoliubivka.

## Demografie
Componența lingvistică a comunei Skalîste
     Rusă (69,27%)
     Tătară crimeeană (20,43%)
     Ucraineană (7,43%)
     Alte limbi (0,48%)
Conform recensământului din 2001, majoritatea populației comunei Skalîste era vorbitoare de rusă (69,27%), existând în minoritate și vorbitori de tătară crimeeană (20,43%) și ucraineană (7,43%).